# Nymphon bigibbulare
Nymphon bigibbulare är en havsspindelart som beskrevs av Losina-Losinsky, L.K. 1961. Nymphon bigibbulare ingår i släktet Nymphon och familjen Nymphonidae. Inga underarter finns listade i Catalogue of Life.